# Náchod
Náchod (in tedesco Nachod) è una città della Repubblica Ceca, capoluogo del distretto omonimo, nella regione di Hradec Králové.

## Geografia
Náchod si trova a circa 35 km a nordovest da Hradec Králové, al confine con la Polonia la cui strada passa proprio dal territorio comunale.
Náchod si trova nella valle del fiume Metuje, in un altopiano tra le catene montuose dei Monti dei Giganti ed i Monti Orlické. Il punto di altitudine massima del territorio comunale è di 637 metri sul livello del mare. Nella parte nordorientale del territorio comunale si trovano anche due piccoli laghi, il Podborný e l'Odkaliště.

## Storia

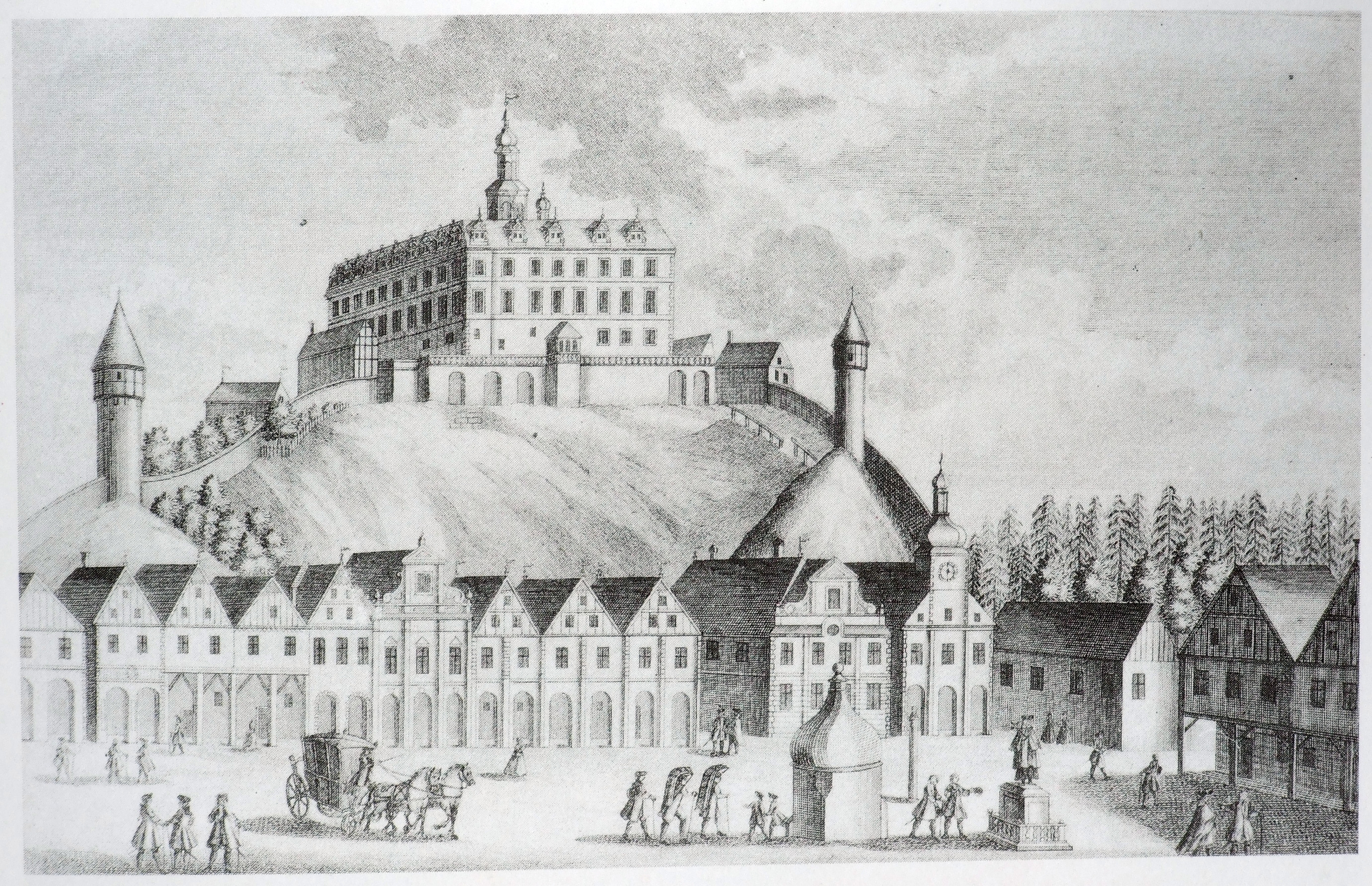
La piazza e il castello di Nachod nel 1740 circa

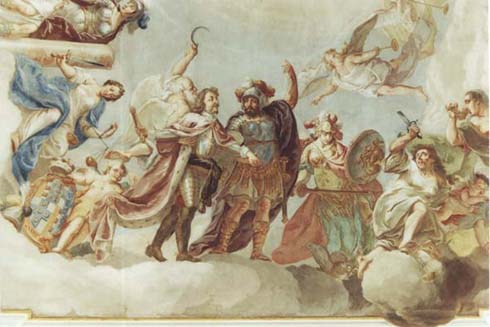
Affreschi celebrativi di Ottavio Piccolomini

L'insediamento precedente all'attuale cittadina di Náchod era noto col noem di Branka (che significa "cancello") ed era posto nell'area attualmente denominata Staré Město ("città vecchia") con la chiesa di san Giovanni Battista del XIII secolo. Il cavaliere Hron di Načeradec vi fondò un castello a metà del XIII secolo per proteggere l'area e le vie di commercio da Praga alle terre di Kłodzko. Il primo scritto che menziona Náchod risale al 1254. La città era fortificata da mura e bastioni già dal XIV secolo.
Tra i proprietari del castello si ricordano i re Giovanni I di Boemia e Giorgio di Poděbrady. Durante le guerre hussite, Náchod venne conquistata dagli hussiti. Col tempo il castello divenne una grandiosa fortezza e la potente e ricca famiglia Smiřický l'acquisì nel 1544 facendola ricostruire e trasformandola in un più confortevole castello di stile rinascimentale; anche la città fiorì nel contempo, ottenendo privilegi pari alle città regie.
La guerra dei trent'anni pose fine alla prosperità della città. Le proprietà della famiglia Smiřický, che si era dimostrata fedele a re Federico V, passarono al tesoro imperiale dopo la vittoria della battaglia della Montagna Bianca e vennero poi vendute alla casata dei Trčka di Lípa nel 1623. Quando Adam Erdman Trčka venne assassinato col cognato Albrecht von Wallenstein a Cheb nel 1634, i possedimenti vennero donati dall'imperatore al suo generale, Ottavio Piccolomini, poi duca di Amalfi. Per questo la cittadina passò nelle mani della nobile famiglia italiana dei Piccolomini, venne forzatamente ri-cattolicizzata, venne ricostruito il castello locale in stile barocco e vennero pavimentate le prime strade locali nel 1638. Dopo un incendio scoppiato nel 1663, venne costruita una nuova sede municipale come pure la chiesa di San Lorenzo sulla medesima piazza.
L'estinzione dei Piccolomini nel 1783, portò Náchod ad essere ereditata dalla famiglia Desfours che vendette i suoi diritti sulla città nel 1792 al duca Peter von Biron di Curlandia e Sagan, che vi fondò un teatro e ne incrementò la vita culturale.
Alla morte del duca nel 1800, la sua primogenita Caterina Guglielmina (1781–1839) ereditò Náchod assieme al Ducato di Sagan. Dopo la di lei morte, i principi di Schaumburg-Lippe (attuale Bassa Sassonia) acquistarono Náchod ed il suo castello, tenendolo sino al 1945 come proprietà privata, essendo stati i diritti feudali (ma non i titoli) aboliti dal 1849.
Il periodo col principato portò ad un veloce sviluppo dell'industria (in particolare tessile nel campo cotoniero, al punto da essere definita "la Manchester dell'est") e degli istituti scolastici locali, alla ricostruzione di un nuovo teatro in stile neorinascimentale e al teatro in stile Art Nouveau. Venne costruita anche una ferrovia nel 1882.
Negli anni precedenti la seconda guerra mondiale, l'area di Náchod venne interessata dalla costruzione di altre fortificazioni per proteggere il territorio della Cecoslovacchia contro la minaccia di invasione da parte della Germania nazista.
Dal momento che Náchod non aveva popolazione di etnia germanica, non subì deportazioni di massa nel 1945–46. Cittadina periferica durante l'epoca comunista (1948–89), la situazione cambiò radicalmente nei primi anni '90, e ancor di più quando sia la Repubblica Ceca che la Polonia divennero parte dell'area di Schengen nel 2007.

## Monumenti e luoghi d'interesse

### Il castello

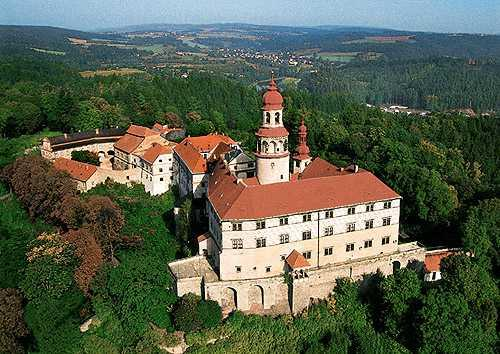
Il castello di Náchod

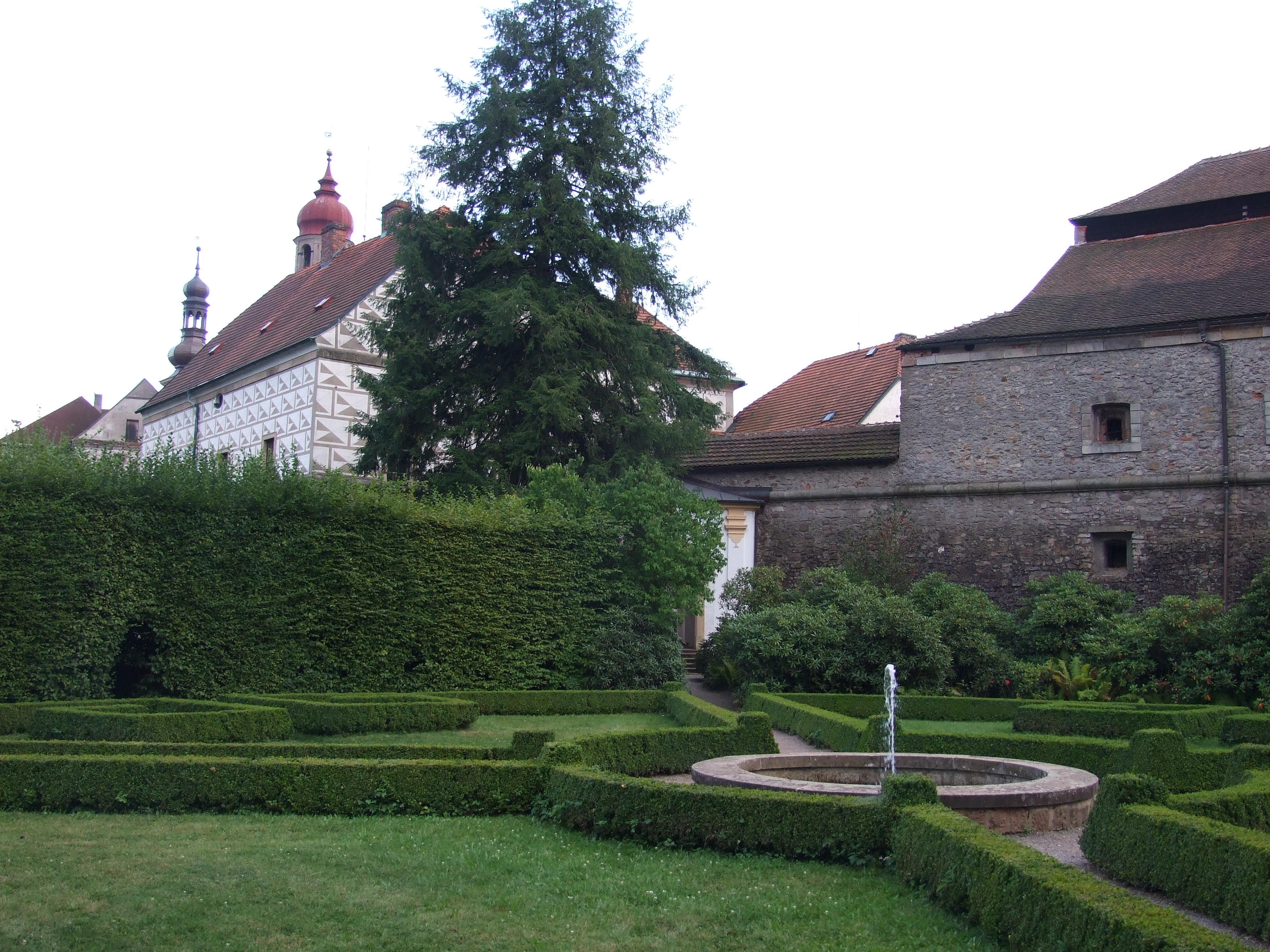
Veduta dei giardini

L'antica fortezza venne fondata attorno all'anno 1270.  A cavallo tra il XVI e il XVII secolo furono condotte profonde trasformazioni in stile rinascimentale e primo barocco. Nel 1634 la proprietà del castello passò dai Pernstein al generale Ottavio Piccolomini, che fece giungere a Náchod preziosi arredi. Dal 1945 il castello è proprietà dello stato.
Gli interni del castello rimandano ancora all'epoca di Ottavio Piccolomini. Si segnala un importante complesso di arazzi e una collezione di nature morte floreali, oltre a collezioni numismatiche e faleristiche aperte al pubblico.
Rilevanti sono le cantine di origine medievale e una torre d'osservazione con funzione di carcere e fossato.
La cappella del castello fu realizzata dall'architetto Carlo Lurago.
Il giardino all'italiana del castello conserva l'impostazione del XVII secolo.

### Le chiese
La chiesa di San Lorenzo si trova nel centro della piazza Masarykovo, nel centro storico della cittadina. La prima menzione della sua esistenza risale al 1350 ma venne ricostruita nel 1570–1578.
La chiesa di San Michele Arcangelo venne costruita nel 1709–1716 in stile barocco.
La chiesa di San Giovanni Battista venne costruita in stile gotico nel XIII secolo e ricostruita poi tra XVI e XVIII secolo. Dal 1791 è la chiesa del cimitero locale.

### Terme
La prima scoperta di fonti termali in loco risale al 1392, ma le prime terme moderne vennero fondate nel 1818 e chiuse nel 1996. Anche se oggi l'edificio delle terme è abbandonato, nel portico antistante l'edificio accoglie ancora oggi due fontane naturali e un'esibizione permanente sulla storia delle terme aperta nel dicembre del 2019.

## Società

### Evoluzione demografica
Abitanti censiti

## Economia
Le principali realtà di impiego a Náchod sono rappresentate dall'ospedale locale. Il turismo risulta cruciale per l'economia della cittadina e dell'intera regione.
I più grandi complessi industriali dell'area sono quello della ATAS elektromotory Náchod a.s. e della Ametek elektromotory s.r.o., produttori di motori elettrici, oltre alla fabbrica di gomma Rubena Náchod s.r.o..
La tradizione tessile sopravvive nell'ultimo mulino industriale, della Barton textil a.s., fondato nel 1867. A questo si affianca il birrificio Primátor, fondato nel 1872.